# Магомедова Ханум Магомедівна
Магоме́дова Хану́м Магоме́дівна — радянський діяч сільського господарства. Перший Герой Соціалістичної Праці на Північному Кавказі, перший заступник голови Президії Верховної Ради — депутат Верховної ради РРФСР III і IV скликань, депутат Верховної Ради Дагестанської АРСР.

## Біографія
Народилася в 1904 році в селі Урахи Даргинського округу Дагестанської області Російської імперії в сім'ї селянина, але жила й виросла з матір'ю в селі Аямахи.
Трудову діяльність розпочала у місцевій сільськогосподарській артілі «Комуна».
У 1931 році закінчила курси ланкових і стала ланковою радгоспу імені Леніна в селі Сергокала, пізніше стала бригадиром садівничої бригади цього радгоспу.
У 1947 році ланкою Ханум Магомедової отримано врожай пшениці 42,47 центнера з гектара на площі дев'ять гектарів.
За одержання високого врожаю пшениці Указом Президії Верховної ради СРСР від 9 березня 1948 року удостоєна звання Героя Соціалістичної Праці з врученням медалі «Серп і Молот» та ордену Леніна.
Обиралася депутатом та першим заступником Голови Президії Верховної ради РРФСР — 3 і 4 скликань, депутатом Верховної ради ДАССР, членом Дагестанського обкому КПРС, головою Сергокалинської сільради.
Померла у 1991 році, похована в селі Сергокала.

## Родина
Магомед Магомедов — тваринник, агроном, уродженець села Урахи.

## Пам'ять
- Агропромислове підприємство імені Ханум Магомедової села Сергокала Республіки Дагестан.
- Вулиця в Сергокалі.

## Нагороди та звання
- Медаль «Серп і Молот»
- Орден Леніна
- Орден Трудового Червоного Прапора
- Орден «Знак Пошани»